# Mondeño
Juan García Jiménez, ou Giménez (d'après le dictionnaire de la tauromachie de Robert Bérard), plus connu sous l'apodo « Mondeño », né le 7 janvier 1934 à Puerto Real dans la province de Cadix (communauté autonome d’Andalousie) et mort le 5 janvier 2023, est un torero espagnol.

## Carrière
Sa carrière débute véritablement en 1956, année où il prend part à de nombreuses novilladas piquées où il est blessé plusieurs fois. Considéré comme un talent prometteur, il coupe deux oreilles dans les arènes de la Real Maestranza de Caballería de Séville le 7 juillet 1957 en compagnie de Curro Romero. Et il prend son alternative le 28 mars 1959 à Séville avec pour parrain, Antonio Ordóñez, devant un taureau de la ganadería Moreno de Guerra et pour témoin Manolo Vázquez. Il confirme à Madrid l'année suivante à une date non précisée, avec le même parrain et le même témoin, devant Bilainito, taureau de l'élevage Atanasio Fernández.
Très souvent blessé, il torée dans des terrains « impossibles  » jusqu'en 1963, année où il annonce sa retraite (des arènes et dans un couvent) et où il se retire dans un couvent de moines dominicains, dont il revêt l'habit le 30 août 1964, sans toutefois prononcer des vœux définitifs.
Il ne reste qu'une année au couvent et dès 1966, on le retrouve à Marbella le 3 avril en compagnie de Paco Camino et d'El Cordobés. Cette même année, il triomphe à Séville en coupant trois oreilles le 16 avril. Son triomphe s'accompagne d'un coup de corne très grave qui va ralentir sa carrière jusqu'en 1970, année où sa fiancée, qui gère aussi sa carrière, décide d'y mettre fin et de l'épouser.
Selon la critique taurine rapportée par Jean-Baptiste Trouplin, si Mondeño n'a jamais fait partie des figuras, il a montré un toreo très intéressant, inspiré de Manolete, et si sa prestation à Nîmes du 5 aout 1962 n'a pas laissé une grande trace, Arles l'a acclamé le 3 juillet 1960 pour une faena qui lui a valu 2 oreilles. Selon le critique taurin Cañabate (Antonio Díaz-Cañabate) :« Dommage qu'il ait manqué de piquant... dommage qu'il n'ait pas davantage allongé le bras, dommage qu'il ait perdu de l'assurance à la mort. »
Au cinéma, il a tenu son propre rôle de novillero en compagnie d'Antonio Ordóñez et d'Antonio Bienvenida dans La Becerrada, un film de José María Forqué en 1963.

## Vie privée
« On ne sait s'il faut l'appeler torero-moine ou moine-torero », dit Jean-Baptiste Trouplin, car il a été alternativement l'un et l'autre et il a longtemps hésité entre le couvent et le ruedo avant d'épouser son apoderada Lolita Casado, en 1970.